# ريتشارد إس. روس
ريتشارد إس. روس (بالإنجليزية: Richard S. Ross)‏ هو طبيب أمريكي، ولد في 18 يناير 1924 في ريتشموند في الولايات المتحدة، وتوفي في 11 أغسطس 2015 في بالتيمور في الولايات المتحدة.